# RAF-08
Der RAF-08 (russisch РАФ-08), häufig auch mit dem Beinamen „Spriditis“ (russisch Спридитис, nach einer lettischen Sagengestalt) bezeichnet, ist ein Kleinbus-Prototyp aus der sowjetischen Rigaer Autobusfabrik (RAF). Das Fahrzeug wurde 1958 gebaut, parallel wurde der größere RAF-10 bereits in Serie gefertigt. 1960 gab es mit dem RAF-978 eine leicht überarbeitete Variante, die ebenfalls auf die Technik des Moskwitsch-407 zurückgriff. Beide Kleinbusse hatten Platz für acht Passagiere und wurden nie in Serie gebaut, nach 1960 wurde das Projekt aufgegeben.

## Fahrzeuggeschichte
Vor dem Zweiten Weltkrieg gab es in der Sowjetunion keine Produktion von Kleinbussen. Größere Fahrzeuge gab es zwar aus heimischer Produktion, nennenswerte Stückzahlen wurden aber nur vom Sawod imeni Stalina (Modelle ZIS-8 und ZIS-16) und vom Gorkowski Awtomobilny Sawod (GAZ-03-30) gebaut. Nach dem Krieg erschien in Deutschland der VW T1, der auch in der Sowjetunion Beachtung erfuhr. Nach der Grundidee, Kleintransporter bzw. Kleinbusse auf dem Fahrgestell von Personenwagen zu fertigen, begann zunächst das Uljanowski Awtomobilny Sawod ab 1954 mit der Entwicklung des UAZ-450, der ab 1958 in Serie gebaut wurde. Etwa zur selben Zeit begannen im Moskauer Forschungsinstitut NAMI Versuche mit verschiedenen Prototypen, unter anderem in Zusammenarbeit mit dem Irbitski Motozikletny Sawod. Keines der Fahrzeuge schaffte es bis zur Serienreife. Moskwitsch baute 1957 den Moskwitsch-A9, ein dem RAF-08 sehr ähnlicher Kleinbus, der aber auch ein Einzelstück blieb.
Die Rigaer Autobusfabrik hatte bereits 1955 mit dem Bau von größeren Bussen begonnen, 1957 begann man mit der Serienfertigung des ersten sowjetischen Kleinbusses, dem RAF-10. Er nutzt das Fahrgestell des damals weit verbreiteten Personenwagens GAZ-M20 Pobeda. Die Entwickler prägten das Wort „Mikroautobus“ in der russischen Sprache für das Fahrzeug, zuvor waren nur Busse auf Lastwagenchassis gebaut worden. Auf Basis des RAF-10 entwickelten die Konstrukteure ab 1957 eine kürzere und leichtere Version des Fahrzeugs, die für acht Passagiere plus den Fahrer ausgelegt wurde. 1958 waren die ersten Prototypen fertig. Die Karosserie des RAF-10 wurde um einen halben Meter gekürzt, die Zahl der Fenster hinter der B-Säule reduzierte sich von fünf auf vier. Um Platz zu sparen, wurde auf die zweiteilige Flügeltür verzichtet, stattdessen eine schmalere einteilige Tür als Zugang zum Passagierraum eingebaut. Fahrer und Beifahrer erhielten eigene Türen. Anders als beim VW T1 sitzt der Motor vorne, die Hinterachse wird angetrieben. Die Bezeichnung RAF-08 leitet sich von der Anzahl der Sitzplätze für Passagiere her, ebenso wie beim RAF-10.
Für den Bau des RAF-08 griff man auf Teile zurück, die im sowjetischen Pkw-Bau seinerzeit üblich waren. Motor und Getriebe sowie große Teile des Chassis stammten vom Moskwitsch-407. Die Achsaufhängungen waren vom GAZ-M21 Wolga, ebenso die Räder. Es trat das gleiche Problem auf wie beim RAF-10, nämlich dass der Motor zu schwach dimensioniert war. Die Konstrukteure reduzierten daraufhin die Übersetzung des Hinterachsdifferentials, wodurch aber auch die Höchstgeschwindigkeit auf 85 km/h sank.
Als die Serienfertigung bei RAF auf den neuen RAF-977 umgestellt wurde, wurden auch die Prototypen des RAF-08 modernisiert. 1960 erhielt das Fahrzeug zunächst einen geänderten Kühlergrill und in der zweiten Jahreshälfte wurde mindestens ein Exemplar mit komplett umgestalteter Front im Stil des RAF-977D gebaut. In diesem Zuge wurde auch die Modellnummer an das genormte sowjetische Bezeichnungssystem für Kraftfahrzeuge angepasst, von da an hieß das Fahrzeug RAF-978. Obwohl der Öffentlichkeit mehrfach präsentiert und auch auf internationalen Ausstellungen gezeigt, kam es nie zu einer Serienfertigung des Kleinbusses, was wohl auch an den mangelnden Fertigungskapazitäten in Riga lag.

## Technische Daten
Für den RAF-978 von 1960.
- Motor: Vierzylinder-Reihen-Ottomotor
- Motortyp: „MZMA-407“, aus dem Personenwagen Moskwitsch-407
- Leistung: 45 PS (33 kW) bei 4500 min−1
- Hubraum: 1358 cm³
- Bohrung: 76,0 mm
- Hub: 75,0 mm
- maximales Drehmoment: 88 Nm bei 2600 min−1
- Verdichtung: 7,0:1
- Gemischaufbereitung: Vergaser, Typ K-44
- Ventilsteuerung: hängende Ventile
- Zündfolge: 1–2–4–3
- Anlasser: ST-22
- Lichtmaschine: G22
- Bordspannung: 12 V
- Getriebe: Dreigang-Schaltgetriebe mit Rückwärtsgang, teilsynchronisiert
- Kupplung: Einscheiben-Trockenkupplung
- Höchstgeschwindigkeit: 85 km/h
- Treibstoffverbrauch: 13,5 l/100 km
- Bremse: hydraulisch betätigte Trommelbremsen an allen vier Rädern
- Antriebsformel: 4×2

Abmessungen und Gewichte
- Länge: 4400 mm
- Breite: 1810 mm
- Höhe: 2050 mm
- Radstand: 2300 mm
- Spurweite vorne: 1355 mm
- Spurweite hinten: 1362 mm
- minimale Bodenfreiheit: 190 mm
- Wendekreis: 12,6 m Durchmesser
- Sitzplätze: 8+1
- Leergewicht: 1420 kg
- Reifengröße: 6,70-15″
- Anzahl Türen: 2 Passagiertüren + separate Fahrertür